# She's on Fire
"She's on Fire" é uma canção da banda americana de rock Train. É o terceiro single do álbum Drops of Jupiter. A canção também está no filme The Animal e na trilha sonora do longa Rugrats Go Wild.

## Faixas
CD single da Austrália de 2002
1. "She's on Fire" (versão de rádio)
2. "Drops of Jupiter (Tell Me)" (ao vivo)
3. "Meet Virginia" (ao vivo)
4. "Ramble On" (acústico)

CD single Europeu de 2002
1. "She's on Fire" (versão de rádio)
2. "Drops of Jupiter (Tell Me)" (ao vivo)
3. "Meet Virginia" (ao vivo)
4. "She's on Fire" (video)

## Paradas musicais
| Paradas (2002)                       | Melhor posições |
| ------------------------------------ | --------------- |
| Billboard Hot Adult Top 40 Tracks    | 21              |
| Billboard Hot Mainstream Rock Tracks | 40              |
| Austrália Singles Chart (ARIA)       | 57              |